# 交響曲第1番 (マニャール)
《交響曲 第1番 ハ短調（フランス語: Symphonie n° 1 en do mineur）》作品4は、アルベリク・マニャールが最初に完成させた交響曲である。まだスコラ・カントルムに在学中の24歳の時に、ヴァンサン・ダンディの監督の下で書き上げた作品であり、恩師ダンディに献呈されている。

## 概論
部分的に2つの楽章が1891年4月に国民音楽協会で初演されているが、全曲初演は1893年にアンジェにおいて行われた。
100人近い演奏者数が要求されており、弦楽五部だけでも、ヴァイオリン32人、ヴィオラ14人、チェロ12人、コントラバス8人（総計66人）と非常に大がかりである。短調による暗くくすんだ音色と相俟って、全体的に、ブラームスもかくやと思われるほど重厚感ある響きを実現させている。
半音階的な和声進行に始まるコラール楽章の神秘的な導入部は、ドヴォルザークの《「新世界」交響曲》の緩徐楽章の序奏に先鞭をつけている。
以下のように伝統的な4楽章制に従っており（セザール・フランク流の3楽章ではない）、全曲を通奏するのに30分ほどを要する。ダンディに啓発されて循環主題の原理を採用しており、2つの主題が合流する。
1. Strepitoso – Andante – Allegro marcato – Andante （ハ短調）
2. Religioso (largo) – Andante – Largo （変イ長調）
3. Presto （ハ短調）
4. Molto energico – Meno mosso – Ier tempo - Largo （ハ短調）

## 註記
1. ↑  Notice de l'œuvre jouée au concert du 27 septembre 2002 sous la direction d'Alexandre Dmitriev